# 貴格利
貴格利（英語：Saint Gregory of Neocaesarea），又譯為格利高里，也被稱為神行者貴格利（Gregory Thaumaturgus），基督教聖人，基督教早期教父，亞歷山卓主教，著名的神學家。他是亞歷山太學派的一員，與俄利根是好友。他在天主教和東正教教堂被冊封為聖人。

## 傳記
貴格利出生於公元大約213年，死於大約270-275年。他出生在新凱撒利亞（現在的尼克薩爾，當時是小亞細亞本都地區的首府）一個富有異教徒的家庭。他的牧職工作鮮為人知，而他倖存下來的神學著作很多也處於不完整的狀態。貴格里在歷史上具有重要意義，儘管對他個性的描述不多，他的稱號 “神行者”（Thaumaturgus）為他蒙上了一層傳奇色彩。
貴格利14歲時，在父親去世後開始接觸基督教。在導師的建議下，他和他的兄弟Athenodorus一直以到貝魯特(Beirut)修讀法律為目標。
直到他們的姐夫被任命為羅馬巴勒斯坦總督的陪審員（法律顧問），兩兄弟便護送他們的姐姐到巴勒斯坦的凱撒利亞。在那裏他們遇到了著名的基督教哲學家和神學老師俄利根。被俄利根的知識和魅力吸引，貴格里和他的兄弟決定放棄到貝魯特修讀法律，而成為俄利根的學生和他一起待了7年。
在231至238年期間，貴格利遵循了俄利根的教導，投身於哲學。在俄利根的影響下，兩兄弟都皈依了基督教。
在238年，貴格利決定回國。告別時，他發表了感謝老師俄利根的頌詞，它展示了俄利根其出色的訓練和教學，以及他在培養文學品味方面的技巧。另外，頌詞亦提及俄利根對在基督徒群體中個人所允許的奉承和基督徒性格的探討。這篇頌詞以書面形式流傳下來，亦是貴格里保存時間最長的作品。
貴格利回國後，打算從事法律工作。然而在240年，貴格利被任命為新凱撒利亞的主教，並由阿馬西亞的斐迪穆斯(Phoedimus)祝聖。
貴格利治理了他的教區十三年。據說在他成為主教時只有 17 名基督徒，但在他去世的時候，整個新凱撒利亞鎮上只剩下 17 個異教徒。據推測，為他贏得”神行者”這個稱號的許多神蹟都是在這些年裏完成的。

## 著作

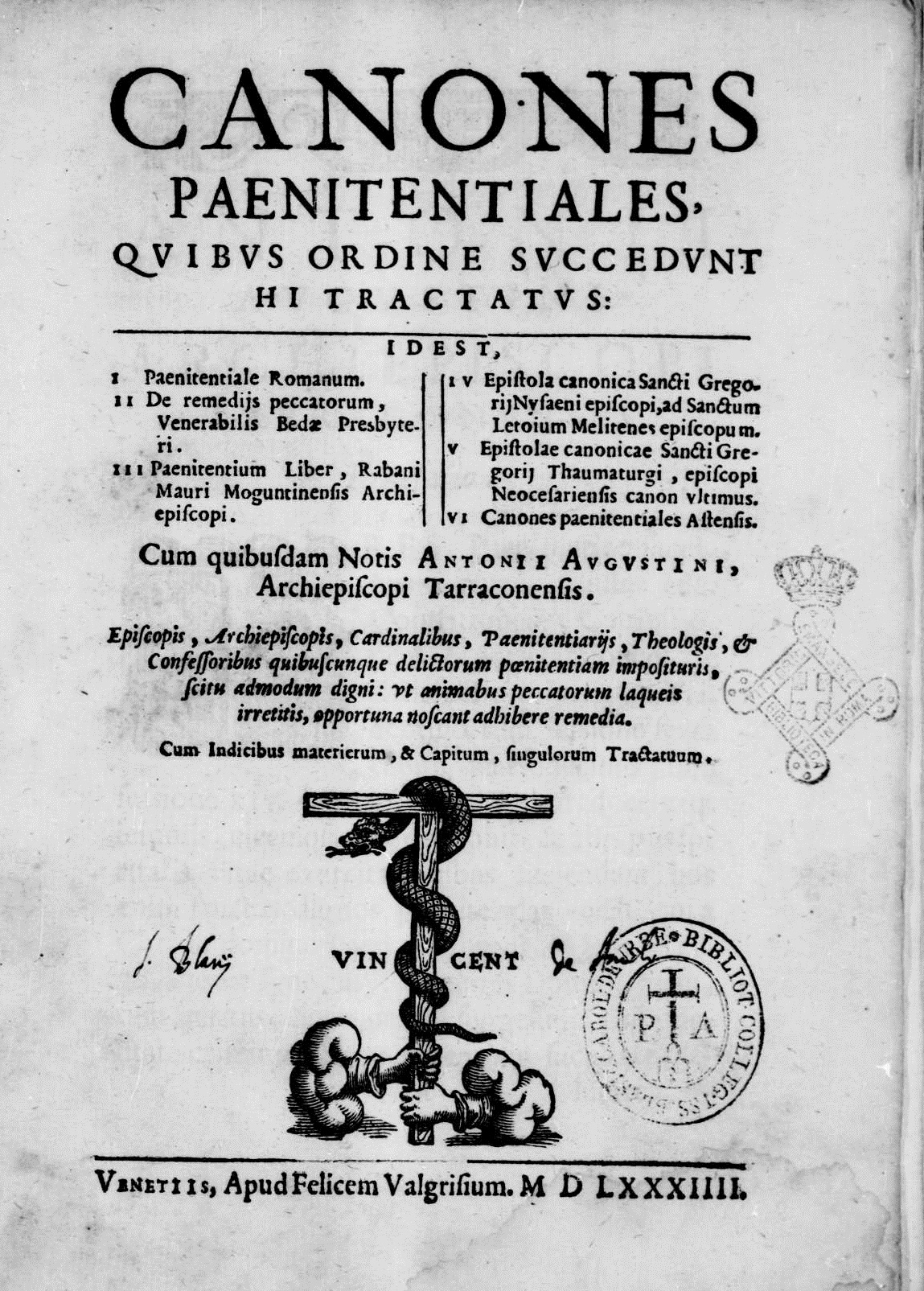
Canones paenitentiales, 1584 edition

貴格利的頌詞 (Oratio Panegyrica）
紀念和詳細描述了俄利根的教學方法。它的文學價值不在於它的風格，而是在於它的新穎性：它是基督教文學自傳的第一次嘗試。這部青春的作品充滿了熱情和真正的才華；此外，它亦證明了俄利根是多麼充分地贏得了學生的欽佩，以及貴格里接受的培訓如何影響了他漫長而美好的餘生。
貴格利的正典書信 (Ἐπιστολὴ κανονική)
因被列入希臘教會的正典書信而聞名，對歷史學家和教規學家都很有價值。當時因為哥特式佔領和羅馬帝國的逼害加據，令基督徒陷入困難的局面，貴格利在書信中提出對關於教牧關懷和懺悔實踐的建議和回應。
貴格利的信仰展示 (Ἐκθεσις τῆς πίστεως)
就其本身而言是一份神學文獻，其價值不亞於上述文獻。這份文獻清楚地表明貴格利的正統觀念建立在三位一體的理論上。它的寫作年份介於260年和270年之間。
卡斯帕里表明，這種信仰展示是對俄利根所定的結論一個肯定和延伸。其結論不容置疑：“因此，在三位一體中沒有創造任何東西，沒有任何東西更大或更小（字面意思是沒有主體），沒有任何額外的東西，好像它不存在一樣以前，但從來沒有沒有聖子，也沒有聖子沒有聖靈；而這三位一體是永遠不變和不可改變的”。這樣一個公式，清楚地說明了三位一體中的位格之間的區別，並強調了永恆、平等、不朽和完美，不僅是父的，亦包括子和聖靈。

## 紀念日
天主教和東正教每年11月17日纪念他。